# 카이리키 베어
카이리키 베어(일본어: かいりきベア)는 일본의 보카로P, 기타 연주자, 송라이터이다. 대표곡으로는 베놈과 달링 댄스, 실패작 소녀가 있다.